# خجیر
خُجیر روستایی است در دهستان سعیدآباد بخش جاجرود واقع در شهرستان پردیس استان تهران در ایران. خجیر ۵۷۹ نفر جمعیت دارد.
پارک ملی خجیر که در نزدیکی این روستا، بین جاده فیروزکوه و جاده ۴۴ جای گرفته، نام خود را از این روستا گرفته است.